# Humber

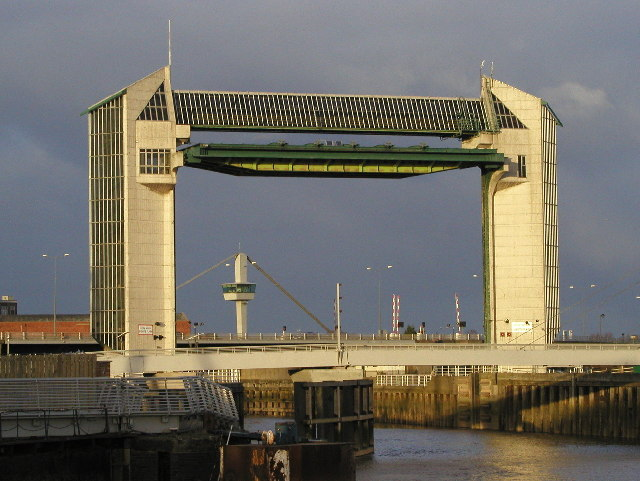
Barrera para mareas del río Hull. Se encuentra ubicada en la zona en que el río Hull se conecta al estuario Humber.

El Humber (en inglés, The Humber) es un gran estuario del mar del Norte afectado por la acción de las mareas, localizado en la costa este del norte de Inglaterra. El estuario Humber se forma en Trent Falls, Faxfleet, por la confluencia de los ríos Ouse y Trent. Los niveles y flujos de estos ríos están influenciados por la acción de las mareas en el mar del Norte. Desde allí y hasta el mar del Norte, forma parte del límite entre Yorkshire del Este en su margen norte y Lincolnshire en su margen sur. Debido a que el Humber es un estuario en cuanto a la zona en la que se forma, no es correcto identificarlo o referirse a él como el río Humber.
Aguas abajo de Trent Falls, el Humber cruza la confluencia con el Market Weighton Canal en su margen norte, la confluencia del río Ancholme en su costa sur; entre North Ferriby y South Ferriby y pasa debajo del puente del Humber; entre Barton-upon-Humber sobre su margen sur y Kingston upon Hull sobre su margen norte (zona en la cual se le une el río Hull), y finalmente llega al mar del Norte entre Cleethorpes por el lado de Lincolnshire y la larga y estrecha franja de tierra que forma Spurn Head en el norte.
Sobre el estuario se encuentran varios puertos, tales como Hull, Grimsby, Immingham, New Holland y Killingholme, así como los Fuertes del Humber.
El estuario da nombre a uno de los antiguos reinos de los anglos, el Reino de Northumbria, ubicada al norte del estuario (Northumbria = «al norte del Humber») que abarcaba lo que hoy es la región del Norte de Inglaterra y Lothian, en Escocia.